# Софі Нелісс
Марі-Софі Нелісс (англ. Marie-Sophie Nélisse; нар. 27 березня 2000) — канадська акторка. Відома роллю у фільмі «Мсьє Лажар», за яку отримала нагороду Genie Award, роллю Лізель Мемінгер в екранізації роману-бестселера «Крадійка книжок», написаного Маркусом Зюсаком, і роллю Керолайн у фільмі «Дитячий детектив». Вона також грає молоду Шону в серіалі Showtime Шершні.

## Раннє життя

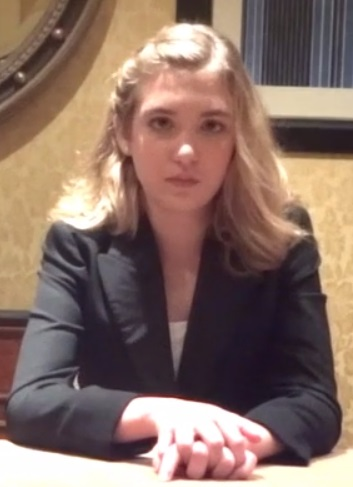
Нелісс обговорює «Крадійку книг» у 2013 році

Марі-Софі Нелісс народилася у Віндзорі, Онтаріо, 27 березня 2000 року. Вона має французьке походження. Її мати, Полін Бельюмер, залишила роботу шкільної вчительки в 2013 році, щоб виконувати роль менеджерки талантів Софі та її молодшої сестри Ізабель, яка також є акторкою. Нелісс вільно володіє французькою та англійською. Сім'я переїхала в Монреаль, коли їй було чотири роки.

## Кар'єра
Свої ранні роки вона провела, займаючись гімнастикою, прагнучи до участі в Олімпійських іграх 2016 року, і підписала контракт з агентством талантів, щоб заробити грошей на навчання, але після отримання ролі у «Крадійці книг» (і подальших нагород) перемкнула свою увагу на акторську майстерність. Крім того, Нелісс зав'язала і продовжує підтримувати тісні дружні стосунки зі своїм партнером по фільму «Крадійка книг» Ніко Ліршем.

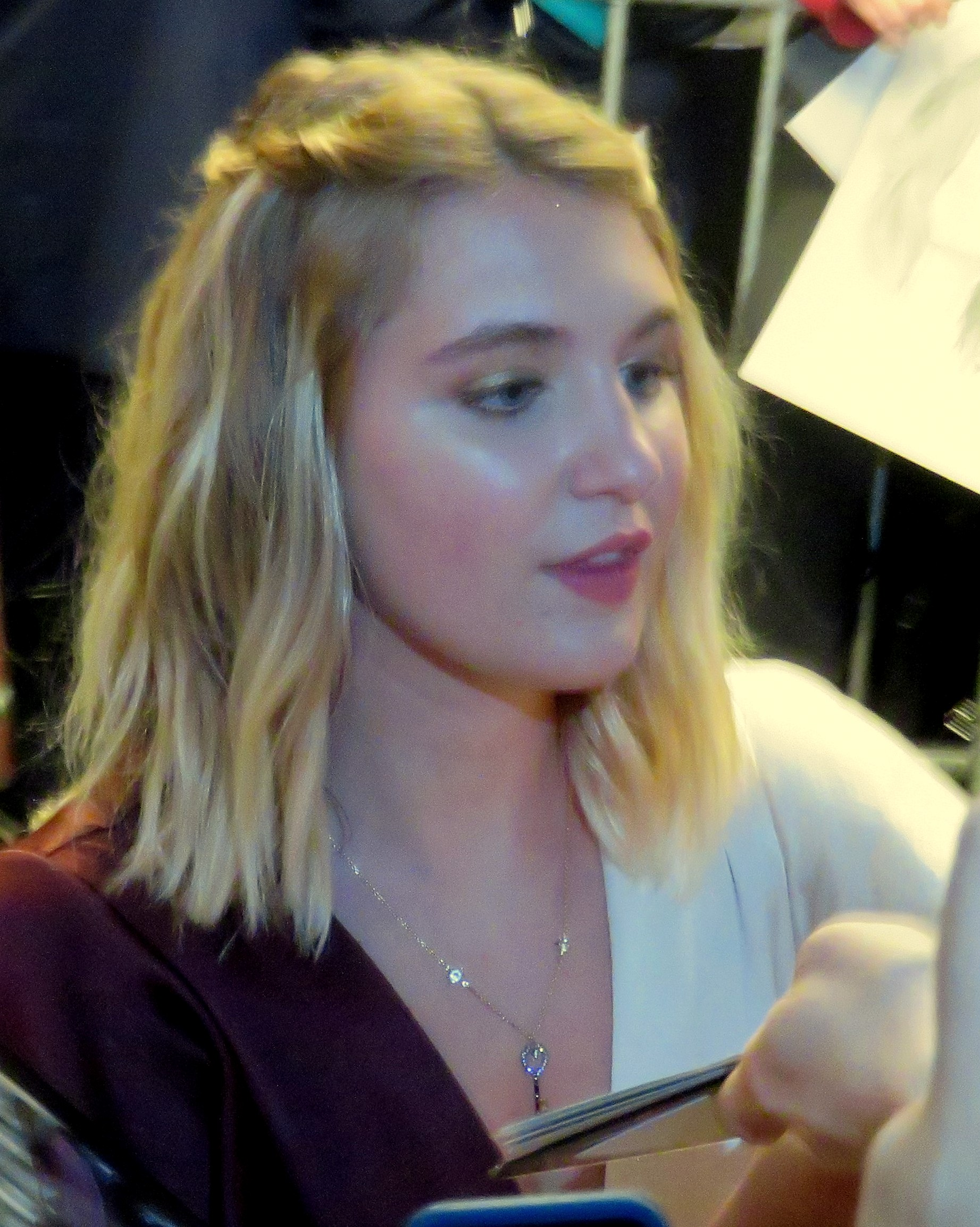
Нелісс на прем'єрі фільму «The Rest of Us» на кінофестивалі в Торонто 2019

Окрім нагороди Genie Award за мосьє Лажара, вона отримала нагороду Jutra Award за свою гру та номінацію на премію Young Artist Award як найкраща головна молода акторка в міжнародному повнометражному фільмі. Вона виконувала повторювану роль у квебекському ситкомі Les Parent і також зіграла головну роль у фільмі 2015 року «Велика Гіллі Гопкінс». У травні 2016 року Нелісс вперше була присутня на червоній доріжці Каннського кінофестивалю, щоб представити канадський трилер «Погані сни».
У 2016 році Нелісс була однією з чотирьох акторів, відібраних Міжнародним кінофестивалем у Торонто, поряд з Грейс Гловіцкі, Джаредом Абрахамсоном і Мілен Маккей для програми «Висхідні зірки», описаної як «програма інтенсивного професійного розвитку, яка занурює учасників у низку публічних заходів та галузевих зустрічей під час Фестивалю». У червні 2018 року було оголошено, що вона стане обличчям ювелірної лінії Caroline Néron Fall 2018.
Після закінчення середньої школи в червні 2017 року Нелісс підтвердила, що наразі не збирається вступати до вищої школи через зобов'язання зйомок «Клоуз» у Лондоні та Марокко. У серії L'actualité про буття 18-річною у 2018 році Нелісс розповіла про вступ у доросле життя в епоху ефекту Вайнштейна та висловила жаль, що коли вона оголосила, що шукає «більш зрілі ролі», їй швидко запропонували кілька ролей, де її персонажки будуть зґвалтовані, і що сценарії, які вона отримує, майже завжди включають сексуальні елементи. Один із таких випадків був, коли вона відмовилася від головної ролі сексуального характеру у фільмі Fugueuse, де Людивін Редінг зрештою була обрана на роль Фанні, титулованої підлітки-втікачки, яка в кінцевому підсумку стала жертвою секс-торгівлі людьми.

## Особисте життя
Її сестра Ізабель Нелісс також є акторкою, найвідомішою за ролями в «Мамі» та скандальному фільмі HBO «Історія»; сестри також знімалися разом у Сторожова вежа, Зачекайте, поки прийде Хелен , У гіршому випадку ми одружимося.

## Фільмографія

### Фільми
| рік      | Назва                           | Роль             | Примітки |
| -------- | ------------------------------- | ---------------- | --- |
| 2011 рік | Месьє Лажар                     | Аліса Л'Екюєр    | Канадська кінопремія за найкращу жіночу роль другого плану Премія Jutra за найкращу жіночу роль другого плану Номінація — Young Artist Awards за найкращу молоду акторку в міжнародному повнометражному фільмі |
| 2012 рік | І так далі                      | Марі Гелінас     | Продовження «Babine», також режисер Люк Пікар і сценарій Фреда Пеллерена, казкаря Сент-Елі-де-Какстона |
| 2013 рік | Книжкова злодійка               | Лізель Мемінгер  | Нагороди Satellite за найкращий проривний виступ Голлівудська кінопремія Spotlight Award Товариство кінокритиків «Фенікс» за найкращу роль юнака в головній або другорядній ролі — жінка Премія Young Artist за найкращу головну молоду акторку в повнометражному фільмі Номінація— Премія Асоціації кінокритиків телемовлення за найкращого молодого актора / акторку |
| 2014 рік | Ігри чемпіонів                  | Молода Джоан     | Лілі Рейб зіграла дорослу Джоан Фішер |
| 2015 рік | Ендорфін                        | Симона де Конінк | Показаний у секції Vanguard Міжнародного кінофестивалю в Торонто 2015 |
| 2015 рік | Велика Гіллі Гопкінс            | Гіллі Хопкінс    | |
| 2016 рік | Середні мрії                    | Кейсі Каравей    | Вибрано для двох тижнів режисерів Каннського кінофестивалю |
| 2016 рік | 1:54                            | Джен             | Перший повнометражний художній фільм від номінованого на «Оскар» режисера, продюсера та сценариста Яна Інґленда |
| 2016 рік | Зачекайте, поки прийде Гелен    | Моллі            | Також знімається її сестра Ізабель Нелісс у ролі зведеної сестри Моллі Гізер |
| 2017 рік | Історія кохання                 | Альма Зінгер     | |
| 2017 рік | Вихід                           |                  | Короткометражний фільм, прем'єра якого відбулася на Каннському кінофестивалі в розділі Not Short on Talent, ініціативі Telefilm Canada. |
| 2017 рік | У гіршому випадку ми одружимося | Айча             | Леа Пул — екранізація оригінального роману Софі Б’єнвеню, також у головній ролі Карін Ванассе. Володар VIFF «Vancouver Women in Film and Television Artistic Merit Award» |
| 2019 рік | «Закрити»                       | Зої              | Сценарист і режисер Вікі Джусон, а Нумі Рапас у головній ролі — охоронця героїні Нелісс, багатої молодої спадкоємиці Бангкока. |
| 2019 рік | 47 метрів вниз: без клітки      | Мія              | |
| 2019 рік | Решта з нас                     | Айстра           | Незалежний драматичний комедійний фільм Aisling Chin-Yee також з Гізер Грем у головній ролі. |
| 2020 рік | Дитячий детектив                | Кароліна         | Сценарист і режисер Еван Морган (The Dirties) і Адам Броуді в головній ролі. |
| 2020 рік | Флешвуд                         | Роза             | Франкомовний фільм. Перший повнометражний фільм Жана-Карла Буше |

### Телебачення
| Рік            | Назва              | Роль                         | Примітки                                                                                                   |
| -------------- | ------------------ | ---------------------------- | --- |
| 2010 рік       | Сторожова вежа     | Молода дочка Ральфа          | 1 епізод                                                                                                   |
| 2010 рік       | Вся правда         | Філе де Віолен               | 1 епізод                                                                                                   |
| 2011–2016 роки | Батьки             | Зої                          | Повторювані                                                                                                |
| 2012 рік       | Запаморочення      | Розалі Руссель               | Головний акторський склад                                                                                  |
| 2015–2016 роки | Боги танцю         | Камео (Танцювальний конкурс) | Сезон 1: знявся після проходження першого раунду вибування Сезон 2: Виліт після третього раунду (півфінал) |
| 2017 рік       | Необмежений доступ | Камео (Docu-reality)         | 1 епізод                                                                                                   |
| 2017 рік       | Завтра чоловіків   | Роксана                      | Повторювані                                                                                                |
| 2019–2020 роки | Втеча              | Ромі Лалонд                  | Періодично (сезон 4 дотепер)                                                                               |
| 2020 рік       | Секонд-хенд любить | Молода Флоренс               | 1 епізод                                                                                                   |
| 2021–тепер     | Шершні             | Підліток Шона Шипман         | Головна роль                                                                                               |

## Нагороди та номінації
| рік      | організація                              | Нагорода                                                            | Робота            | Результат |
| -------- | ---------------------------------------- | ------------------------------------------------------------------- | ----------------- | --------- |
| 2012 рік | Нагороди Genie                           | Найкраща жіноча роль другого плану                                  | Месьє Лажар       | Перемога  |
| 2012 рік | Нагороди Jutra                           | Найкраща акторка другого плану (Meilleure Actrice de Soutien)       | Месьє Лажар       | Перемога  |
| 2013 рік | Нагороди супутника                       | Проривна продуктивність                                             | Книжкова злодійка | Перемога  |
| 2013 рік | Голлівудський кінофестиваль              | Премія Spotlight                                                    | Книжкова злодійка | Перемога  |
| 2013 рік | Премія Товариства кінокритиків «Фенікс». | Найкраща молода роль у головній або допоміжній ролі — жінка         | Книжкова злодійка | Перемога  |
| 2013 рік | Нагороди молодого художника              | Найкраща гра в міжнародному повнометражному фільмі — молода акторка | Месьє Лажар       | Номінація |
| 2014 рік | Нагороди молодого художника              | Найкраща головна молода акторка в повнометражному фільмі (краватка) | Книжкова злодійка | Перемога  |
| 2014 рік | Нагороди Сатурн                          | Краща гра молодшого актора                                          | Книжкова злодійка | Номінація |
| 2014 рік | Інтернет-асоціація кіно та телебачення   | Найкраща молодіжна вистава                                          | Книжкова злодійка | Номінація |
| 2014 рік | Critics Choice Awards                    | Найкращий молодий актор / акторка                                   | Книжкова злодійка | Номінація |